# Aria: The Opera Album
Aria: The Opera Album è il quarto album in studio del tenore italiano Andrea Bocelli, pubblicato il 7 aprile 1998 dalla Philips Records.
L'album raggiunge la quinta posizione in Austria, Svizzera, Francia e Belgio (nelle Fiandre ed in Vallonia dove rimane in classifica 29 settimane), la sesta in Germania (rimanendo in classifica 19 settimane), la nona nei Paesi Bassi (rimanendo in classifica 21 settimane) e la decima in Finlandia e Norvegia.
Il tenore ricevette il premio Echo Klassik, con "Best selling classical album" nel 1998. L'album ha venduto oltre 3,5 milioni di copie nel mondo.

## Tracce
1. Questa o quella – 1:47 – dal Rigoletto di Verdi
2. Che gelida manina – 4:21 – da La bohème di Puccini
3. Recondita armonia – 2:59 – dalla Tosca di Puccini
4. E lucevan le stelle – 2:53 – dalla Tosca di Puccini
5. Addio, fiorito asil – 1:50 – dalla Madama Butterfly di Puccini
6. Come un bel dì di maggio – 3:18 – dall'Andrea Chénier di Giordano
7. A te, o cara – 3:05 – da I puritani di Bellini
8. Di rigori armato il seno – 2:10 – da Der Rosenkavalier di Strauss
9. Amor ti vieta – 1:51 – da  Fedora di Giordano
10. Ch'ella mì creda libero – 2:01 – da La fanciulla del West di Puccini
11. Cielo e mar! – 4:35 – da La Gioconda di Ponchielli
12. La dolcissima effigie – 2:13 – da Adriana Lecouvreur di Cilea
13. Musetta!... Testa adorata – 3:06 – da La bohème di Leoncavallo
14. Tombe degli avi miei - Fra poco a me ricovero – 6:53 – da  Lucia di Lammermoor di Donizetti
15. Pourquoi me réveiller – 3:06 – da  Werther di Massenet
16. La fleur que tu m'avais jetée – 4:20 – da Carmen di Bizet
17. Pour mon âme – 2:15 – da La fille du régiment di Donizetti

Con l'Orchestra del Maggio Musicale Fiorentino diretta da Gianandrea Noseda.

## Classifiche

### Classifiche settimanali
| Classifica (1998) | Posizione massima |
| ----------------- | ----------------- |
| Austria           | 5                 |
| Belgio (Fiandre)  | 5                 |
| Belgio (Vallonia) | 5                 |
| Danimarca         | 10                |
| Europa            | 5                 |
| Finlandia         | 10                |
| Francia           | 5                 |
| Germania          | 6                 |
| Italia            | 20                |
| Norvegia          | 10                |
| Nuova Zelanda     | 33                |
| Paesi Bassi       | 9                 |
| Portogallo        | 2                 |
| Regno Unito       | 33                |
| Repubblica Ceca   | 7                 |
| Stati Uniti       | 59                |
| Svezia            | 15                |
| Svizzera          | 5                 |
| Ungheria          | 6                 |

### Classifiche di fine anno
| Classifica (1998) | Posizione |
| ----------------- | --------- |
| Austria           | 37        |
| Belgio (Fiandre)  | 66        |
| Belgio (Vallonia) | 37        |
| Germania          | 68        |
| Italia            | 112       |
| Paesi Bassi       | 87        |